# Minse (Cameroun)
Minse est un village de la région du Centre du Cameroun, situé dans la commune de Bot-Makak. 

## Population et développement
En 1963, la population de Minse était de 338 habitants. La population de Minse est de 486 habitants lors du recensement de 2005. La population est constituée pour l’essentiel de Bassa.  